# Der Prinz und die Tänzerin (1926)
Der Prinz und die Tänzerin ist ein deutscher Liebes-Stummfilm aus dem Jahre 1926. Unter der Regie von Richard Eichberg spielen Lucy Doraine, Willy Fritsch und Hans Albers die Hauptrollen.

## Handlung
Die Berlinerin Lu Pellmann stammt zwar aus einfachen aber durchaus anständigen Verhältnisse und gerät durch einen Freund in leicht anrüchige Halbweltkreise, in denen sie sich den zweifelhaften Ruf einer Kokotte einfängt. Als sie eines Tages im Spielsalon der Baronin de la Roque einen eleganten Herrn kennen lernt, der sich als Prinz ausgibt, glaubt Lu ihr Glück zum Greifen nah. Doch dieser Prinz ist so falsch wie viele angebliche oder verarmte Hochadelige, die im wilden Nachkriegs-Berlin der 1920er Jahre gestrandet sind und ihrem endgültigen Untergang entgegenfeiern. Jener „feiner Pinkel“ ist in Wahrheit ein gewöhnlicher Hochstapler, der auf der Suche nach willigen Opfern ganz offensichtlich über seine Verhältnisse lebt. Ganz anders dagegen ist der nette junge Mann, ein Student, den Lu nahezu zeitgleich kennenlernt. Der erscheint zwar als arm, aber Lu verliebt sich augenblicklich in jenen Charmeur, der das Herz am rechten Fleck trägt. Als ausgerechnet dieser sich nun als wirklicher Prinz namens Karol entpuppt, bricht für Lu eine Welt zusammen. Denn sie kann kaum glauben, dass eine solche Liebe angesichts offensichtlicher Standesunterschiede eine Chance hat.
Damit hat Lu nicht Unrecht, denn kurz darauf wird Prinz Karol von seinem königlichen Vater zurück an den Hof gerufen, denn es werde nun Zeit, dass der königliche Sohn eine standesgemäße Ehe eingehe. Nachdem der royale Staatsminister Lu über die Unmöglichkeit einer gemeinsamen Zukunft mit dem Kronprinzen aufgeklärt hat, spielt Lu ihrem königlichen Herzbuben die liebestolle und leichtfertige Kokotte vor, um ihm die Trennung von ihr und die Rückkehr ins heimatliche Königreich zu erleichtern. Karol muss nun glauben, dass Lu ihn während seiner kurzen Abwesenheit mit anderen Männern betrogen und ihren schlechten Ruf zurecht hat. Doch Karol ist nicht auf den Kopf gefallen; er erkennt rasch, dass dieses Spiel Lus nichts anderes als eine Intrige, ein abgekartetes Spiel ist, das man sich daheim im Palast ausgedacht hat. Da er auf seine bürgerliche Liebe nicht zu verzichten bereit ist, kehrt er zu Lu zurück, um den Rest seines Lebens mit ihr zu verbringen.

## Produktionsnotizen
Die beiden Eichberg-Produktionen Prinzessin Trulala und Der Prinz und die Tänzerin entstandenen kurz hintereinander in den Monaten Januar bis März in den Berliner Jofa-Ateliers. Die Premiere von Der Prinz und die Tänzerin fand am 17. April 1926 in Berlins Gloria-Palast statt. Der Film besaß eine Länge von 2225 Metern, verteilt auf sechs Akte. Ein Jugendverbot wurde erteilt. In Österreich lief der Streifen zum Ende desselben Jahres unter dem Titel Der Prinz und die Kokotte an.
Kurt Richter gestaltete die Filmbauten.

## Kritiken
Die Stunde sah hier einen Film, „den Richard Eichberg abwechslungsreich inszeniert hat. Ein Publikumsfilm bester Sorte.“
“In dem Eichberg-Film Der Prinz und Kokotte spielt Hans Albers die für seine Frühzeit typische Rolle, in der ihn das Publikum so gerne sah. Sein späterer Filmweg von der Oberflächlichkeit fragwürdiger Frackfiguren zu wahrer Menschengestaltung war weit”.